# Kim Buyst
Kim Buyst (Lier, 25 augustus 1976) is een Belgisch politica voor Groen.

## Levensloop
Buyst is afkomstig uit Erps-Kwerps in Vlaams Brabant. Op haar zestiende verhuisde ze met haar gezin naar Turnhout, enkele jaren later weken ze uit naar Ravels. Ze behaalde in 1998 een regentaat Engels - Geschiedenis - Economie aan het Heilig Grafinstituut in Turnhout en werkte daarna tot 2019 als leerkracht aan het Sint-Victorinstituut in Turnhout. 
In 2011 sloot ze zich aan bij de Groen-afdeling in haar woonplaats Ravels, waar ze vanaf januari 2019 gemeenteraadslid was. Bij de gemeenteraadsverkiezingen van oktober 2024 raakte Buyst als enige Groen-verkozene herkozen in deze functie, maar ze besloot haar mandaat niet op te nemen. In 2013 werd ze verkozen tot regiovoorzitter van de Kempische Groen-afdeling, hetgeen ze bleef tot in juli 2019. Van 2014 tot 2019 zetelde Buyst eveneens in het nationale partijbestuur van Groen.
Bij de federale verkiezingen van mei 2019 werd ze vanop de tweede plaats van de Antwerpse Groen-lijst eveneens verkozen in de Kamer van volksvertegenwoordigers. In het federaal parlement ging Buyst werken rond energie-, klimaat- en mobiliteitsdossiers en werd ze ondervoorzitter van de commissie mobiliteit, overheidsbedrijven en federale instellingen en van de commissie nucleaire veiligheid. In de commissie mobiliteit legde ze zich toe op onder andere het verbeteren van de toegankelijkheid van het spoor voor personen met een handicap en op een sterkere aanpak tegenover seksuele intimidatie en agressie op het spoor. Ook was ze een van de initiatiefnemers van een wet die ervoor zorgde dat vanaf 1 januari 2023 alle treinstations in België volledig rookvrij werden. Buyst zetelt ook in de commissie klimaat, energie en leefmilieu werkte ze rond het beter beschermen van de rechten van consumenten op de energiemarkt  en meer zonne-energie op de daken van overheidsgebouwen.
Ze werd door de Groen-leden uit de provincie Antwerpen aangeduid als lijsttrekker bij de Vlaamse verkiezingen van juni 2024. Buyst werd als dusdanig verkozen in het Vlaams Parlement. Daar ging zij zetelen in de commissie Onderwijs en werd ze plaatsvervanger in de commissies Binnenlands Bestuur en Inburgering en Landbouw, Visserij en Plattelandsbeleid.